# Ballon (legetøj)
 Denne artikel omhandler legetøjsballoner. Opslagsordet har også en anden betydning, se Ballon (flertydig).
En ballon er en oppustelig pose, der kan fyldes med en luftart, blandt andet helium, lattergas eller ilt.
Balloner kan laves af mange ting, blandt andet naturgummi og neopren. Tidlige balloner var lavet af tørrede blærer fra dyr.. Balloner bruges til mange ting, blandt andet til fest, meteorologiske observationer, pynt og dekoration samt ballonflyvning og medicinske formål.
Den moderne gummiballon blev opfundet af Michael Faraday i 1824, mens han eksperimenterede med forskellige gasser. Det var ballonens egenskaber i form af dens lave massefylde og lave pris, der gjorde, at den blev brugt til disse eksperimenter. 

## Materiale og opfyldning

### Festballoner
Festballoner er oftest lavet af naturligt latex der er tappet fra gummitræet, og de bliver oftest fyldt med luft, helium eller vand. Hvis man vil fylde en ballon med luft, kan det gøres med munden, en pumpe eller med komprimeret luft.
Hvis en ballon bliver fyldt med helium så kan den svæve i cirka en dag. Heliumatomerne i den lukkede ballon slipper ud gennem små porer i gummiet, som er større end heliumatomerne. Balloner, der er fyldt med luft, kan ofte holde størrelse og form i op til en uge.
Men selv en perfekt ballon af gummi mister luftfylde. Det sker ved diffusion, hvor molekylerne i den luftart, ballonen er fyldt med, flytter sig gennem en membran fra et sted med en højere koncentration af luftarten, til et sted med lavere koncentration.
For at undgå diffusion af helium kan ballonen behandles med en polymer-opløsning, der påføres inden i ballonen, og som gør, at den kan holde sig svævende i op til en uge.

### Folieballoner
I slutningen af 1970erne kom en nyere og dyrere type ballon på markedet. Det var folieballoner, der kunne holde længere tid en gummiballoner. Folieballonerne er lavet af en tynd og ufleksibel plastikfilm, der er malet med en metalmaling. Disse balloner har en skinnende og spejlende overflade, og de har ofte malet farvebilleder eller mønstre på sig. I USA er folieballoner blevet kritiseret for at komme i konflikt med elnetforsyningen, da de kan ramme højspændingsledninger.

## Ballondekoration
Ballonkunstnere er personer, der blandt andet laver aflange balloner om til ballondyr, blomster og andet. De laver også skulpturer ud af balloner. De balloner, ballonkunstnere bruger, er ofte lavet af en gummi, der kan holde til mere, da de ofte bliver drejet og vredet, og ofte med balloner, der ikke normalt er tilgængelige i butikkerne.
Ballondekoratører kan blandt andet bruge heliumballoner til at skabe skulpturer, ofte er de dog begrænset af, at balloner normalt er runde. Derfor laver de ofte vægge eller buer. Men med tiden er der kommet andre typer balloner til, blandt andet firkantede balloner og balloner med huller i midten produceret af firmaet Qualatex.
Balloner bliver også ofte brugt som borddekorationer ved fester. Normalt består en borddekoration af fem balloner, der er sat sammen til en buket, og som bliver holdt nede af en vægt.

## Ballonopsendelse og ballondrops
Det er ofte populært at bruge ballonopsendelser i forbindelse med udendørs arrangementer. Dette gøres ved at sende et netværk af heliumfyldte balloner op i himlen på et tidspunkt. Hvis du vil sende balloner op, skal du først søge om tilladelse, da det er et krav til Luftfartsstyrelsen og flytrafikken.
Der er mange, der mener, at ballonopsendelser er et miljøproblem, da det ikke kan kontrolleres, hvor de nedfaldne balloner ender, og om de kan være til fare for naturen og dyrene.
Ved og efter indendørs events bliver der brugt ballondrops. Her bliver en pose eller et net fyldt oppustede ballonger sat fat i loftet. På et tidspunkt bliver ballonerne sluppet løs, og falder ned over publikum. Ballondrops bliver ofte brugt ved politiske møder i udlandet eller til nytårsaften.
Ved nogle arrangementer kan ballonerne indeholde gaver eller andre ting, som deltagerne skal springe ballonen for at få.

## Balloner og sundhedsmæssige fordele
Ballonoppustning er nyttig af følgende årsager:
- Øger lungekapaciteten: At puste ballonen op øger effektivt lungernes ekspansion og luftkapacitet, hvilket hjælper med at aktivere de tværgående mavemuskler og mellemgulvet, hvis hovedfunktion er at trække luft ind i lungerne. Denne øvelse øger iltmætningen og forbedrer livskvaliteten og fører til hurtigere restitution[6]

- Stressreduktion og mental stabilitet: Ballonøvelser hjælper med at reducere stress og forbedre mental stabilitet[6]

- Forbedret kropsholdning og kropsstabilitet: Ballonpust fremmer optimal kropsholdning og neuromuskulær kontrol af de dybe mavemuskler, mellemgulv og bækkenbund, som er afgørende for at opretholde en god kropsholdning og forebygge muskuloskeletale tilstande såsom lændesmerter[7]

- Styrk de interkostale muskler: Ved at puste ballonen op, trænes de interkostale muskler, som er ansvarlige for at udvide og løfte brystet og mellemgulvet, så lungerne kan optage ilt, når du inhalerer, og udstøder kuldioxid, når du puster ud. Der gives tilladelse til at trække sig tilbage[8]

- Øget lungeudholdenhed: Jo mere ilt din krop modtager under træning, jo længere vil du gå uden åndenød eller træthed. Hvis du puster 10 eller 20 balloner op om dagen, kan du permanent øge din lungekapacitet og forbedre din udholdenhed[9]

## Vandballoner
Vandballoner er tynde gummiballoner, der fyldes med vand i stedet for luft. Det er meningen, at de skal gå let i stykker, og de bliver oftest brugt til at lege vandkamp.